# Hubertus van Saksen-Coburg en Gotha

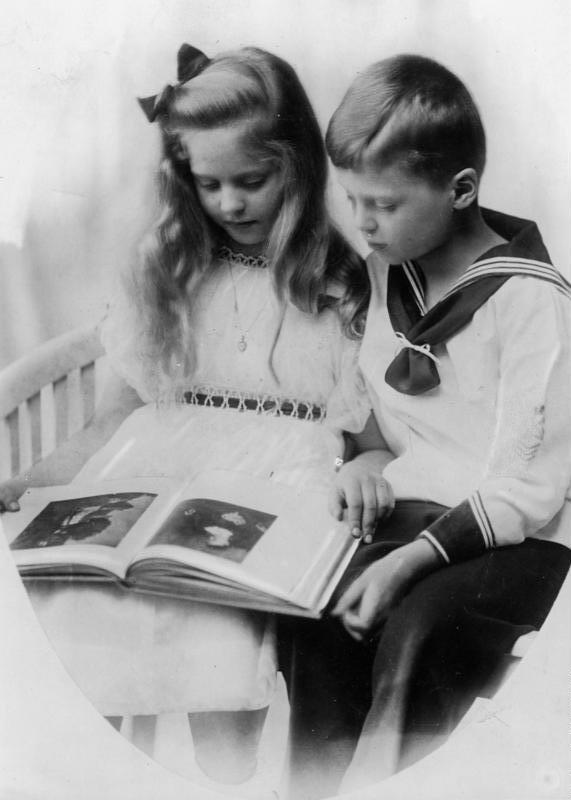
Prins Hubertus met zijn zus prinses Sybilla (1917)

Dietmar Hubertus Frederik Willem Filips van Saksen-Coburg en Gotha (Gotha, 24 augustus 1909 – Mosty (Rusland), 26 november 1943) was een prins uit het Huis Saksen-Coburg en Gotha. Hij was de tweede zoon van Karel Eduard, de laatste regerend hertog van Saksen-Coburg en Gotha en diens vrouw Victoria Adelheid van Sleeswijk-Holstein-Sonderburg-Glücksburg.
Hij bleef ongetrouwd en kwam in 1943 om tijdens gevechten in Rusland, terwijl hij dienst deed in het Duitse leger.